# Tonghaj-híd
A Tonghaj-híd (egyszerűsített kínai írással: 东海大桥; tradicionális kínai írással: 東海大橋; pinjin: Dōnghǎi Dàqiáo; angol irodalmi: East Sea Grand Bridge) volt a világ leghosszabb hídja egészen 2008. május 1-jéig, amíg át nem adták a Hangzhou-öböl hídat. 2005. december 10-én fejezték be teljesen. A kínai híd teljes hossza 32,5 kilométer, összeköti Sanghajt a Hangzhou-öböl mélyvízi Yangshan kikötőjével. A híd legnagyobb része alacsony viadukt. Egyes szakaszai ferdekábeles megoldásúak, ezeken a helyeken nagy méretű hajók is áthaladhatnak, a legnagyobb fesztáv 420 méter.

## Lásd még
- Sanghaji kikötő
- Yangshan mélyvízi kikötő
- Hangzhou-öböl híd
- A világ leghosszabb hídjainak listája